# فوستوريا (أوهايو)
فوستوريا (بالإنجليزية: Fostoria)‏ هي مدينة أمريكية تقع في ولاية أوهايو. تبلغ مساحة هذه المدينة 19.4 (كم²)،ويبلغ عدد سكانها 13931 نسمة حسب إحصاء سنة 2010 م 13931. تشير إحصاءات سنة 2000 بأن الكثافة السكانية في هذه المدينة تقدر بـ(740.4) نسمة/كم2 

## التركيبة السكانية
قام مكتب تعداد الولايات المتحدة بتحديد بيانات التركيبة السكانية لفوستوريا في تعداد الولايات المتحدة. في ما يلي، التركيبة السكانية حسب تعدادي 2000 و2010.

### تعداد عام 2000
بلغ عدد سكان فوستوريا 13,931 نسمة بحسب تعداد عام 2000، وبلغ عدد الأسر 5,565 أسرة وعدد العائلات 3,628 عائلة مقيمة في المدينة. في حين سجلت الكثافة السكانية 1,917.6 نسمة لكل ميل مربع (740.4/كم2). وبلغ عدد الوحدات السكنية 6,024 وحدة بمتوسط كثافة قدره 829.2 نسمة لكل ميل مربع (320.2/كم2).
وتوزع التركيب العرقي للمدينة بنسبة 87.32% من البيض و 0.19% من الأمريكيين الأصليين و 0.48% من الأمريكيين ذوي الأصول الآسيوية و 5.75% من الأمريكيين الأفارقة و 2.66% من عرقين مختلطين أو أكثر.
بلغ عدد الأسر 5,565 أسرة كانت نسبة 32.0% منها لديها أطفال تحت سن الثامنة عشر تعيش معهم، وبلغت نسبة الأزواج القاطنين مع بعضهم البعض 44.9% من أصل المجموع الكلي للأسر، ونسبة 15.1% من الأسر كان لديها معيلات من الإناث دون وجود شريك، وكانت نسبة 34.8% من غير العائلات. تألفت نسبة 29.6% من أصل جميع الأسر من أفراد ونسبة 12.7% كانوا يعيش معهم شخص وحيد يبلغ من العمر 65 عاماً فما فوق. وبلغ متوسط حجم الأسرة المعيشية 3.03، أما متوسط حجم العائلات فبلغ 2.46.
بلغ العمر الوسطي للسكان 36 عاماً. وكانت نسبة 27.0% من القاطنين تحت سن الثامنة عشر، وكانت نسبة 8.8% بين الثامنة عشر والأربعة وعشرون عاماً، ونسبة 27.7% كانت واقعةً في الفئة العمرية ما بين الخامسة والعشرون حتى والأربعة وأربعون عاماً، ونسبة 20.8% كانت ما بين الخامسة والأربعون حتى الرابعة والستون، ونسبة 15.6% كانت ضمن فئة الخامسة والستون عاماً فما فوق. يوجد لكل 100 أنثى 90.3 ذكر، ويوجد لكل 100 أنثى في الثامنة عشر من عمرها فما فوق 87.0 ذكر.
بلغ متوسط دخل الأسرة في المدينة 31,166 دولار، أما متوسط دخل العائلة فبلغ 38,427 دولار. وكان متوسط دخل الذكور 31,476 دولار مقابل 22,016 دولار للإناث. وسجل دخل الفرد الخاص بالمدينة 15,568 دولار. وكانت نسبة 9.0% من العائلات ونسبة 11.2% من السكان تحت خط الفقر، وكان من هؤلاء نسبة 14.1% تحت سن الثامنة عشر ونسبة 7.0% في الخامسة والستين من العمر وما فوق.

### تعداد عام 2010
بلغ عدد سكان فوستوريا 13,441 نسمة بحسب تعداد عام 2010، وبلغ عدد الأسر 5,417 أسرة وعدد العائلات 3,432 عائلة مقيمة في المدينة. في حين سجلت الكثافة السكانية 1,780.3 نسمة لكل ميل مربع (687.4/كم2). وبلغ عدد الوحدات السكنية 6,225 وحدة بمتوسط كثافة قدره 824.5 لكل ميل مربع (318.3/كم2).
وتوزع التركيب العرقي للمدينة بنسبة 84.1% من البيض و 0.1% من الأمريكيين الأصليين و 0.4% من الأمريكيين ذوي الأصول الآسيوية و 6.4% من الأمريكيين الأفارقة و 4.7% من عرقين مختلطين أو أكثر.
بلغ عدد الأسر 5,417 أسرة كانت نسبة 33.0% منها لديها أطفال تحت سن الثامنة عشر تعيش معهم، وبلغت نسبة الأزواج القاطنين مع بعضهم البعض 39.1% من أصل المجموع الكلي للأسر، ونسبة 17.3% من الأسر كان لديها معيلات من الإناث دون وجود شريك، بينما كانت نسبة 7.0% من الأسر لديها معيلون من الذكور دون وجود شريكة وكانت نسبة 36.6% من غير العائلات. تألفت نسبة 31.3% من أصل جميع الأسر من أفراد ونسبة 13.7% كانوا يعيش معهم شخص وحيد يبلغ من العمر 65 عاماً فما فوق. وبلغ متوسط حجم الأسرة المعيشية 2.97، أما متوسط حجم العائلات فبلغ 2.42.
بلغ العمر الوسطي للسكان 37.9 عاماً. وكانت نسبة 26% من القاطنين تحت سن الثامنة عشر، وكانت نسبة 8.3% بين الثامنة عشر والأربعة وعشرون عاماً، ونسبة 23.9% كانت واقعةً في الفئة العمرية ما بين الخامسة والعشرون حتى والأربعة وأربعون عاماً، ونسبة 25.8% كانت ما بين الخامسة والأربعون حتى الرابعة والستون، ونسبة 16% كانت ضمن فئة الخامسة والستون عاماً فما فوق. وتوزع التركيب الجنسي للسكان بنسبة 47.3% ذكور و52.7% إناث.